# Brève à bandeau
Erythropitta arquata
Espèce
Statut de conservation UICN

 LC  : Préoccupation mineure
Synonymes
- Pitta arcuata
- Pitta arquata

La Brève à bandeau (Erythropitta arquata) est une espèce de passereaux de la famille des Pittidae.

## Taxinomie
D'après le Congrès ornithologique international, c'est une espèce monotypique.